# فرد سيلفستر برين
فرد سيلفستر برين هو سياسي أمريكي، ولد في 20 مارس 1869، وتوفي في 24 فبراير 1932. انتخب عضو مجلس شيوخ أريزونا ‏.